# رود ستريكلاند
رود ستريكلاند (بالإنجليزية: Rod Strickland)‏ مواليد 11 يوليو 1966 في ذا برونكس، هو لاعب كرة سلة أمريكي معتزل أصبح مدرباً مساعدا بدأ مسيرته الاحترافية في سنة 1988. تم اختياره من قبل فريق نيويورك نيكس خلال الدرافت. يبلغ طوله 6 قدم 3 بوصة (1.9 م). اعتزل اللعب في 2005. أحرز خلال مسيرته في الإن بي إيه 14463 نقطة بمعدل 13.2 نقطة في المباراة الواحدة.

## المسيرة الاحترافية
لعب مع نيويورك نيكس من سنة 1988 إلى 1990، ثم لعب مع سان أنطونيو سبرز من سنة 1989 إلى 1992، ثم لعب مع بورتلاند ترايل بلايزرز من سنة 1992 إلى 1996، ثم لعب مع واشنطن ويزاردز من سنة 1996 إلى 2001، ثم لعب مع بورتلاند ترايل بلايزرز في سنة 2001، ثم لعب مع ميامي هيت في موسم 2001–2002، ثم لعب مع مينيسوتا تمبر ولفز في موسم 2002–2003، ثم لعب مع أورلاندو ماجيك في موسم 2003–2004، ثم لعب مع تورونتو رابتورز في سنة 2004، ثم لعب مع هيوستن روكتس في سنة 2005.

## روابط خارجية
- رود ستريكلاند على موقع إن بي أي (الإنجليزية)
- رود ستريكلاند على موقع سبورتس رفرنس (الإنجليزية)
- رود ستريكلاند على موقع كرة السلة الأوروبية.كوم (الإنجليزية)
- رود ستريكلاند على موقع كلية كرة السلة في سبورتس رفرنس.كوم (الإنجليزية)
- رود ستريكلاند على موقع ريلجم (الإنجليزية)
- رود ستريكلاند على موقع بروبوليرز (الإنجليزية)
- رود ستريكلاند على موقع كلية كرة السلة في سبورتس رفرنس.كوم (الإنجليزية)